# NPO 1
NPO 1 (hasta 2014 llamado Nederland 1) es un canal de televisión público generalista holandés que fue lanzado el 2 de octubre de 1951, siendo el primer canal de televisión de ese país. De propiedad de la Nederlandse Publieke Omroep (NPO), coexiste en la actualidad con los canales NPO 2, NPO 3 y los canales temáticos. Su programación es suministrada por las distintas organizaciones sociales de las que está compuesto el ente radiodifusor.

## Historia
En 1951 las organizaciones públicas de radio AVRO, KRO, VARA y NCRV crearon la corporación pública de televisión NPO, que entonces se llamó NTS y las emisiones comenzaron a partir del 2 de octubre de 1951 a las 16:15 horas. El 5 de enero de 1956, NTS emitió su primer informativo, llamado NTS Journaal. En la década de los años 50 la televisión en los Países Bajos solo atraía a un pequeño número de espectadores debido al alto precio de los aparatos receptores.
A partir de 1960 comenzó sus emisiones diarias de 8 a 10 de la tarde, que dos años después se alargaron hasta las 30 horas a la semana. Fue el único canal de televisión en los Países Bajos hasta la creación del segundo canal público Nederland 2, actual NPO 2, el 1 de octubre de 1964. Coincidiendo con la creación del segundo canal NTS cambió su nombre a Nederland 1.
En 2008 fue el canal de televisión más visto de los Países Bajos con una cuota del 22,5% de audiencia en horario de máxima audiencia.
El 16 de septiembre de 2007, todos los canales de la NPO cambiaron su imagen de pantalla a Widescreen anamórfico. Antes de esa fecha, algunos programas se podían ver en pantalla ancha.
El 4 de julio de 2009, los tres canales comenzaron la difusión simultánea en 1080i en formato alta definición. Antes de la puesta en marcha del servicio en forma permanente, se lanzó una versión de prueba de Nederland 1 en alta definición desde el 2 de junio hasta el 24 de agosto de 2008 con el fin de transmitir la Eurocopa 2008, el Tour de Francia y los Juegos Olímpicos de Beijing.
El 12 de marzo de 2013, NPO anunció que Nederland 1, 2 y 3 serían renombradas a NPO 1, 2 y 3. La razón fue hacer los canales y su programación más fácilmente reconocibles. Dicho cambio de nombre fue completado el 19 de agosto de 2014.
NPO 1 comenzó sus primeras pruebas en UHD a través de los operadores de televisión por satélite CanalDigitaal e IPTV KPN el 14 de junio de 2018.

## Programación
La programación emitida por la cadena es de carácter general y para todos los públicos con programas de entretenimiento, series y películas, tanto nacionales como internacionales, e información. Además también retransmite acontecimientos como el Prinsjesdag.

## Próximo
| Titlo   | dais    | Texto de cabecera |
| ------- | ------- | ----------------- |
| Ejemplo | Ejemplo | Ejemplo           |